# 萧刚
肖刚（1951年9月4日—2014年6月27日），男，江苏无锡人，中国代数几何学家，曾任华东师范大学教授、尼斯大学教授。

## 生平
1951年9月4日，肖刚出生于江南无锡太湖边的梅园。
肖刚初中还未毕业时，文革爆发。1976年他在最后一次招“工农兵学员”时被公社推荐进入江苏师范学院（现苏州大学）外语系。1977年他被破格录取为中国科学技术大学数学硕士研究生，导师为曾肯成。他与单墫、李克正住在同一间宿舍。
1980年1月，肖刚赴法国南巴黎大学留学，1984年2月获法国国家博士，导师为米歇尔·雷诺和阿诺·博维尔。1984年5月回国，前往华东师范大学任教。
1992年10月，肖刚在法国尼斯大学数学系任教授。后逐渐从事计算机辅助教学和太阳能的研究。

## 家庭
父亲肖荣炜，母亲叶嘉馥，弟弟肖毅，妹妹肖赛。
妻子陈馨，岳父陈从周为中国古园林、古建筑专家。

## 学生
肖刚培养了许多代数几何学家，包括陈猛、蔡金星、谈胜利、孙笑涛、翁林、杜宏等。

## 奖项和荣誉
1991年荣获中国数学会第三届陈省身数学奖。